# La favolosa storia di Pelle d'Asino
La favolosa storia di Pelle d'Asino (Peau d'âne) è un film francese del 1970 diretto da Jacques Demy e basato sulla fiaba Pelle d'asino nella versione scritta nel 1694 da Charles Perrault.

## Trama
Il re blu promette a sua moglie, ormai in punto di morte, che lui si sposerà di nuovo soltanto con una donna più bella e virtuosa di lei. Spinto dai suoi consiglieri a risposarsi per poter avere un erede, il re giunge alla conclusione che l'unico modo per mantenere la sua promessa è sposare sua figlia, la principessa.
Seguendo il consiglio della sua fata madrina, la fata dei lillà — la quale non fa mistero di essere invaghita del re, il quale è implicito che in passato l'abbia rifiutata  —, la principessa chiede al padre una serie di doni nuziali impossibili da ottenere, nella speranza che egli sia costretto a rinunciare al matrimonio incestuoso. Il re riesce però a procurare alla figlia tutto quello che lei gli chiede: tre splendidi abiti rispettivamente del colore del bel tempo, della luna e del sole, e infine la pelle di un asino magico che produce monete e gioielli e che garantisce al regno ricchezza e prosperità. Dopo un primo momento d'incertezza, la principessa indossa la pelle d'asino e fugge dal regno di suo padre per evitare quell'unione scandalosa.
Sotto le mentite spoglie di Pelle d'Asino, la principessa trova impiego come allevatrice di maiali nel vicino regno rosso. Il principe di questo regno la spia nella sua capanna in mezzo al bosco, attraverso un lucernario, quando lei appare nelle sue vere sembianze, e in breve tempo se ne innamora. Il principe, straziato dall'amore, si ammala ed è costretto a letto: chiede quindi che sia Pelle d'Asino a preparargli una torta per rimetterlo in salute.
Nella torta il principe trova un anello che la ragazza ha nascosto per lui, e ha così la prova che il suo sentimento è ricambiato. Ripresosi completamente, il principe dichiara ai suoi sudditi che sposerà la donna il cui dito si adatterà a quel misterioso anello. Tutte le donne del regno in età da marito si riuniscono al castello del principe, e tutte quante provano l'anello, presentandosi in ordine di rango; infine arriva Pelle d'Asino, che si rivela essere la donna giusta in quanto l'anello si adatta perfettamente al suo dito e riacquista le proprie reali sembianze, meravigliando i presenti.
Alle nozze del principe e della principessa, il re blu e la fata madrina giungono in elicottero, con la fata che rivela alla figlioccia che «è tutto sistemato» e anche loro si stanno per sposare. La cerimonia prosegue con l'arrivo di ospiti prestigiosi da ogni parte del mondo.

## Produzione

### Genesi e sviluppo
Dopo aver girato negli Stati Uniti Model Shop (L'amante perduta), il regista Jacques Demy decise di focalizzarsi un film ispirato alla cultura francese di appartenenza, in particolare alle fiabe e alle meraviglie che gli procuravano «un'immensa gioia». Tra le opere del narratore Charles Perrault, Demy scelse Peau d'âne (Pelle d'asino) per la sua bizzarria e complessità, apprezzandola già da tempo dato che già da bambino l'aveva messa in scena nel suo personale teatrino di marionette.
Fino ad allora la fiaba aveva beneficiato di due soli adattamenti, entrambi in forma di cortometraggio: il primo nel 1904 diretto da Albert Capellani e Vincent Lorant-Heilbronn, e il secondo nel 1908 diretto solo da Capellani. Tuttavia la trama era stata modificata in modo da escludere il tema dell'incesto: infatti la principessa doveva indossare una pelle d'asino non per sfuggire al padre, ma per punire la propria vanità e civetteria. La sceneggiatura di Demy (già abbozzata a partire dal 1962) è dunque la prima a rispettare il problematico tema originale.

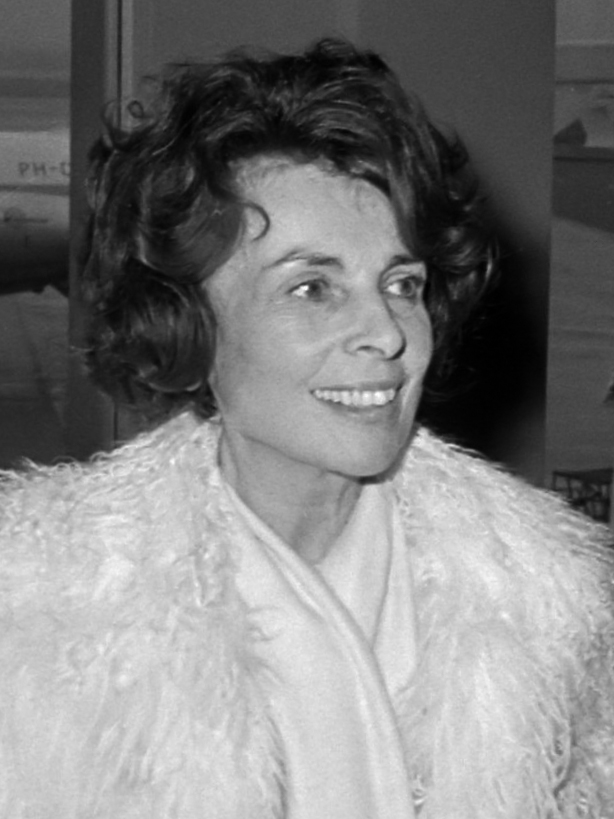
La produttrice Mag Bodard (qui in una foto del 1972) aveva già collaborato ai precedenti film musicali di Demy, per i quali non fu facile trovare finanziamenti.

Incoraggiato dal trionfo di Les Demoiselles de Rochefort (Josephine), nel 1968 Demy riprese l'idea di Pelle d'Asino che aveva proposto all'interprete principale, Catherine Deneuve. L'attrice divenne un'icona dell'epoca e il suo interesse per il progetto fu fondamentale per l'avvio della produzione, di cui la sceneggiatura e la musica erano già state scritte; ciò consentì alla produttrice Mag Bodard di assicurarsi il sostegno finanziario mancatole dopo il rifiuto di Columbia Pictures (infatti, nonostante gli sforzi congiunti di Bodard e Deneuve, che accompagnarono Demy a New York per cercare di convincere il produttore Stanley Schneider, uno dei dirigenti della Columbia, quest'ultimo non accettò di impegnarsi in un film catalogato “per bambini”). Bodard trovò finalmente un accordo con Marianne Productions, filiale francese della Paramount.
(Catherine Deneuve)
La preparazione del film si svolse nell'arco di otto mesi, non senza qualche problema di budget.

### Riprese
Il film è stato girato in parte al Castello di Chambord.

### Contestualizzazione
L'interpretazione della fiaba di Charles Perrault si muove su un doppio binario, ha scritto Jean Douchet nel 2004 su Cahiers du cinéma, uno diretto verso i bambini e l'altro verso il mondo adulto, dalla tonalità  delicata dei colori ad olio a quella brutale degli acrilici, dai costumi accentuati nelle loro forme, che rimandano  a quelli disegnati da Christian Bérard per La bella e la bestia di Jean Cocteau, alla Pop art, da cui il regista era affascinato e che aveva vissuto attraverso l'amicizia con Jim Morrison.

### Le voci cantate
In un'intervista Anne Germain racconta, con una pizzico di humour, che sarebbe inesatto dire che ella avrebbe doppiato Catherine Deneuve e che, se mai, è corretto dire che è Catherine Deneuve che doppia lei. Non si dovrebbe, infatti, parlare di doppiaggio per i film di Jacques Demy poiché le cantanti e i cantanti hanno registrato le canzoni prima delle riprese cinematografiche. Gli attori in La favolosa storia di Pelle d'Asino hanno recitato in play-back, così come era accaduto in Les Demoiselles de Rochefort.

## Colonna sonora
1. Générique – 2:06
2. Il était une fois – 3:26
3. Les Ministres, le Savant – 3:20

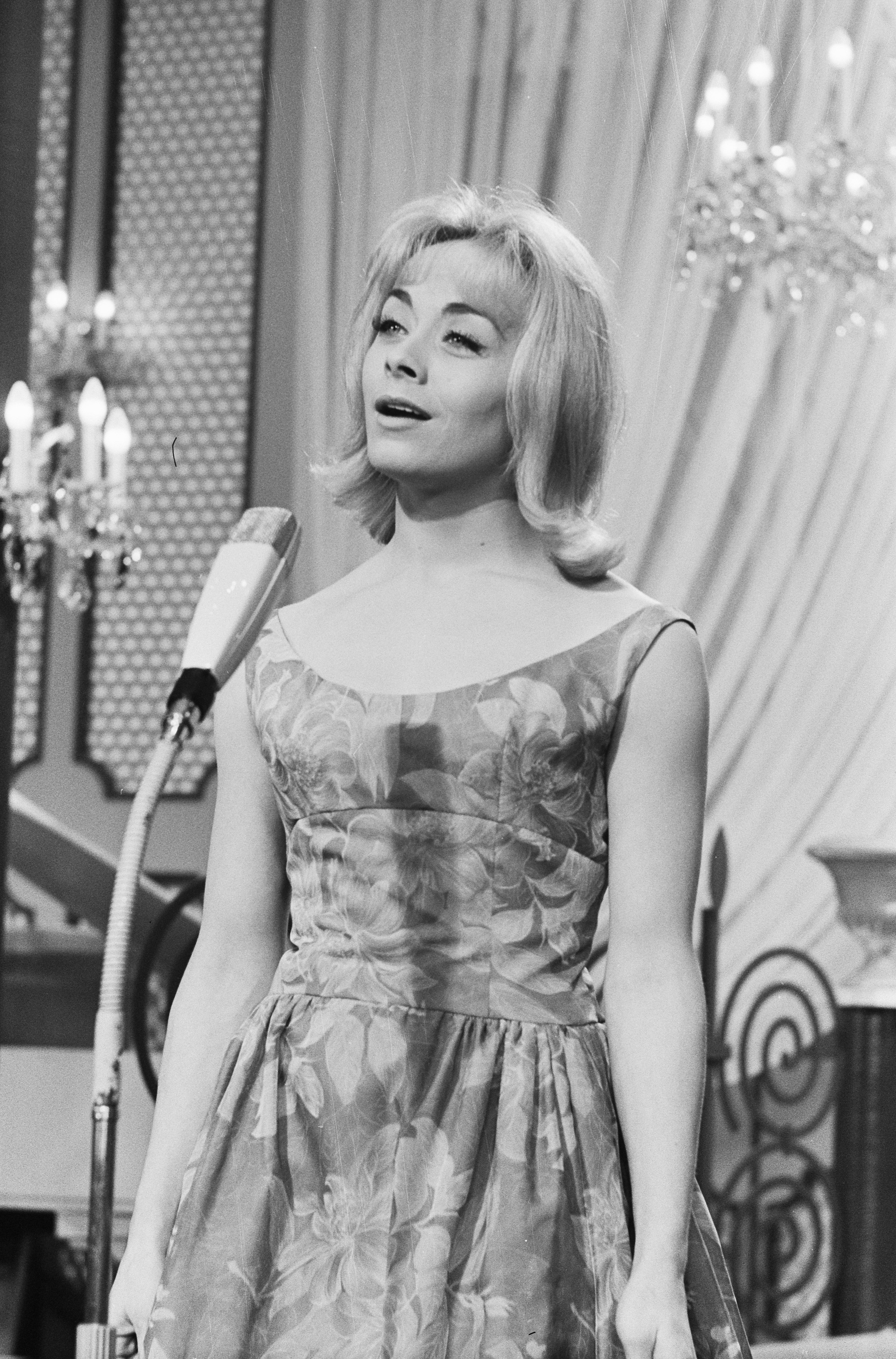
Isabelle Aubret (qui in una foto del 1962) incise nuovamente le canzoni principali del film per un 33 giri dal titolo Isabelle Aubret contes Peau d'âne.

4. Amour, Amour – 2:29 (Anne Germain)
5. Déclaration d'amour – 2:07
6. Conseils de la Fée des lilas – 1:59 (Christiane Legrand)
7. Les Trois Robes – 4:35
8. Peau d'âne s'enfuit – 1:31
9. Fugue du Prince – 1:09
10. Loin du château bleu – 5:24
11. Peau d'âne arrive à la ferme – 1:36
12. Les Insultes – 2:39 (Anne Germain e figuranti del regno rosso)
13. Rigodon à la ferme – 1:10
14. Le Temps arrêté – 1:50
15. Chanson du Prince – 2:03 (Jacques Revaux)
16. Le Prince se meurt d'amour – 2:50
17. Retour au château rouge – 1:32
18. Recette du cake d'amour – 2:57 (Anne Germain)
19. Le Bal du chat et des oiseaux – 1:47
20. Rêves secrets d'un prince et d'une princesse – 4:08 (Anne Germain e Jacques Revaux)
21. Idylle fuguée – 1:14
22. Retour du Prince au château – 0:47
23. Le Massage des doigts – 2:09 (ensemble)
24. Final – 2:09
25. Amour, Amour – 2:36 (Pedro Paulo Castro Nevez)
26. Conseils de la Fée des lilas – 1:58 (Delphine Seyrig)
27. Chanson du Prince – 2:12 (Jean-Pierre Savelli)
28. Conseils de la Fée des lilas – 2:06 (Isabelle Aubret)
29. Rêves secrets d'un prince et d'une princesse – 2:45 (Isabelle Aubret e Michel Legrand)

## Riconoscimenti
- 1971 – Medallas del Círculo de Escritores Cinematográficos[9]
  - Miglior film per bambini